# Saint-Magne-de-Castillon
 Saint-Magne-de-Castillon  es una población y comuna francesa, situada en la región de Aquitania, departamento de Gironda, en el distrito de Libourne y cantón de Castillon-la-Bataille.

## Demografía
| 1194 | 1275 | 1455 | 1531 | 1640 | 1757 |
| Para los censos de 1962 a 1999 la población legal corresponde a la población sin duplicidades (Fuente: INSEE [Consultar]) |      |      |      |      |      |